# Schwäbische Prälatenbank

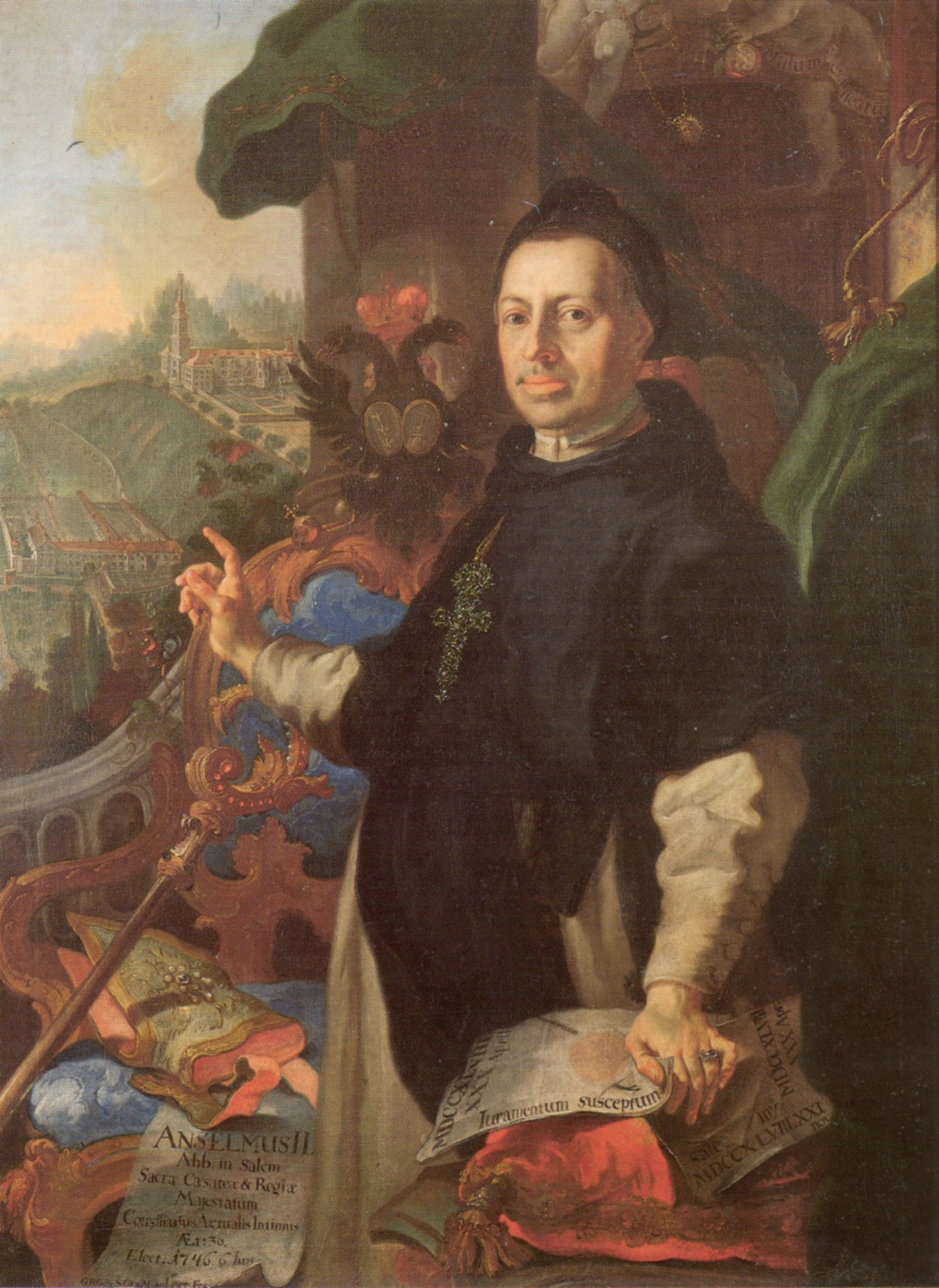
Reichsprälat Anselm II. Schwab, Abt des Klosters Salem, ließ sich 1749 von Gottfried Bernhard Göz vor einem Reichsadler porträtieren

Die Schwäbische Prälatenbank oder das Schwäbische Reichsprälatenkollegium war seit der Frühen Neuzeit die Vertretung der Reichsprälaten des Schwäbischen Reichskreises im Reichsfürstenrat des Reichstags. Die Reichsäbtissinnen und Reichsäbte, denen es nicht wie den Fürstbischöfen und einigen Reichsäbten gelungen war, eine eigene Virilstimme im Reichsfürstenrat zu führen, gewannen ab 1582 zwei Kuriatstimmen, je eine für die Schwäbische (# 95 der Aufrufordnung) und 1653 auch für die Rheinische Prälatenbank (# 97). Als Reichsprälaten bezeichnete man auch die Pröpste und Prioren der reichsunmittelbaren Klöster, Kartausen, Abteien, Domkapitel, Kollegiat- und Frauenstifte im Heiligen Römischen Reich, die direkt dem Kaiser unterstanden.

## Geschichte
Einige der wohlhabendsten Reichsklöster entstanden im Hochmittelalter im Bodenseegebiet bzw. in Oberschwaben, wo nach der Auflösung des Herzogtums Schwaben sehr vielen Städten und Klöstern die Reichsunmittelbarkeit gewährt wurde. Die Reichsmatrikel von 1521 zählt insgesamt 83 Reichsprälaten auf, deren Anzahl sich bis 1792 durch Mediatisierungen, Säkularisation, Abtretungen an andere europäische Staaten und Erhebungen in den Reichsfürststand auf 40 verringerte.
Der Reichsabtei Salem, die in der Rangfolge der Schwäbischen Prälatenbank zwar an der Spitze stand, gelang es nur einmal, mit Anselm II. Schwab, den Direktor zu stellen. Der Abt von Kaisheim war sowohl auf der Rheinischen (# 1) als auch auf der Schwäbischen Prälatenbank (# 7) vertreten. Mit der Zuordnung der Zisterzienserabtei Kaisheim zur Rheinischen Prälatenbank war es den beiden einzigen Zisterzienserabteien mit Prälatenrang gelungen, auf beiden Bänken den Ehrenplatz # 1 einzunehmen. Der Beitrag der Abtei Kaisheim mit 438 fl. zu den Römermonaten – ebenso wie derjenige der anderen Zisterzienserabtei, Salem, mit 429 fl. – war der höchste aller Prälaten beider Bänke. Die beiden einzigen Zisterzienserabteien zahlten einen Preis für das Direktoriatsprivileg, da sie überhaupt weit höhere Beiträge aufbringen mussten als andere Orden; der höchste Beitrag einer Benediktinerabtei lag nur halb so hoch. Faktisch waren es aber im Schwäbischen Reichsprälatenkollegium meist die Benediktiner und Prämonstratenser, die sich gegenseitig die wichtigsten Positionen zuspielten und abwechselnd die Direktoren des Kollegiums stellten. Am häufigsten stellte die Abtei Weingarten den Direktor.
Die Schwäbische Prälatenbank gewann ein größeres politisches Gewicht als das rheinische Kollegium. So durften die schwäbischen Reichsprälaten stets einen Vertreter in interständische Ausschüsse entsenden und hatten im Abt des oberschwäbischen Klosters Weingarten einen bereits seit 1555 rechtlich festgeschriebenen Vertreter im Ordentlichen Reichsdeputationstag. In der Aufrufordnung des Reichsfürstenrats nahm die Schwäbische Prälatenbank den ersten Rang der Kuriatstimmen (# 95) ein.

## Die Mitglieder der Schwäbischen Prälatenbank 1792
- 01. Abt von Salmansweiler oder Salem[Anm. 2] (Zisterziensermannsabtei)
- 02. Abt von Weingarten[Anm. 3] (Benediktinermannsabtei)
- 03. Abt von Ochsenhausen[Anm. 4] (Benediktinermannsabtei)
- 04. Abt von Elchingen[Anm. 5] (Benediktinermannsabtei)
- 05. Abt von Irsee[Anm. 6] (Benediktinermannsabtei)
- 06. Abt von Ursberg[Anm. 7] (Prämonstratensermannsabtei)
- 07. Abt von Kaisheim[Anm. 8] (Zisterziensermannsabtei)
- 08. Abt von Roggenburg[Anm. 9] (Prämonstratensermannsabtei)
- 09. Abt von Rot an der Rot[Anm. 10] (Prämonstratensermannsabtei)
- 10. Abt von Weißenau[Anm. 11] (Prämonstratensermannsabtei)
- 11. Abt von Schussenried[Anm. 12] (Prämonstratensermannsabtei)
- 12. Abt von Marchtal[Anm. 13] (Prämonstratensermannsabtei)
- 13. Abt von Petershausen[Anm. 14] (Benediktinermannsabtei)
- 14. Propst von Wettenhausen[Anm. 15] (Augustiner-Chorherren-Propstei)
- 15. Abt von Zwiefalten[Anm. 16] (Benediktinermannsabtei)
- 16. Abt von Gengenbach[Anm. 17] (Benediktinermannsabtei)
- 17. Abt von Neresheim[Anm. 18] (Benediktinermannsabtei)
- 18. Äbtissin von Heggbach[Anm. 19] (Zisterzienserfrauenabtei)
- 19. Äbtissin von Gutenzell[Anm. 20] (Zisterzienserfrauenabtei)
- 20. Äbtissin von Rottenmünster[Anm. 21] (Zisterzienserfrauenabtei)
- 21. Äbtissin von Baindt[Anm. 22] (Zisterzienserfrauenabtei)
- 22. Äbtissin von Söflingen[Anm. 23] (Klarissenfrauenabtei)
- 23. Abt von St. Georgen zu Isny[Anm. 24] (Benediktinermannsabtei)
- --. Abt von Ottobeuren (Benediktinermannsabtei, wurde zur Schwäbischen Prälatenbank gerechnet, gehörte aber nicht dem Reichstag an)

Die Fürstäbtissin von Buchau saß nicht auf der Schwäbischen, sondern auf der Rheinischen Prälatenbank (# 11), ebenso der Abt von St. Ulrich und Afra zu Augsburg (# 6) und der Komtur der Deutschordensballei Elsass und Burgund (# 3); die gefürstete Äbtissin zu Lindau wurde zwar in der Reichsmatrikel veranschlagt, war aber bei keiner der beiden Kuriatstimmen berücksichtigt.
Angaben für 1792

## Auflösung der Schwäbischen Prälatenbank
Mit dem Reichsdeputationshauptschluss vom 25. Februar 1803 wurden die Reichsstände der Schwäbischen Prälatenbank samt und sonders zugunsten der Fürsten und Grafen mit Besitz auf dem linken Rheinufer, der von Frankreich annektiert worden war, säkularisiert.
- Der Kurfürst von Pfalz-Bayern erhielt in § 2 die Abteien Irsee, Söflingen, Elchingen, Ursberg, Roggenburg, Wettenhausen, Kaisheim sowie St. Ulrich und Afra;
- der Markgraf von Baden in § 5 die Abteien Gengenbach, Petershausen sowie Salem mit Ausnahme von Ostrach;
- der Herzog von Württemberg in § 6 die Abteien Zwiefalten und Rottenmünster;
- der Fürst von Nassau-Dillenburg in § 12 die Abtei Weingarten mit der Herrschaft Blumenegg[Anm. 29] in Vorarlberg (letztere 1804 an Österreich verkauft, 1805 von Bayern annektiert);
- der Fürst von Thurn und Taxis in § 13 die Abteien Marchtal und Neresheim sowie Ostrach, dazu Stadt und gefürsteter Damenstift Buchau als Reichsfürstentum Buchau;
- der Fürst von Bretzenheim in § 22 Stadt und das gefürstete Damenstift Lindau als Fürstentum Lindau (1804 an Österreich verkauft, 1805 von Bayern annektiert).
- In § 24 wurde der Restbestand der Schwäbischen Prälatenbank verteilt und zwar
  - Baindt an den Grafen von Aspremont-Lynden,
  - Heggbach an den Grafen Waldbott von Bassenheim mit Ausnahme der
  - Orte Mietingen und Sulmingen, die an den Grafen von Plettenberg gingen,
  - Ochsenhausen an den Grafen von Metternich mit Ausnahme des Amtes Tannheim,
  - Stadt Isny und Abtei St. Georgen zu Isny an den Grafen von Quadt (1805 an Kurpfalz-Bayern verkauft),
  - Schussenried und Weißenau an den Grafen von Sternberg,
  - Gutenzell an den Grafen von Törring-Jettenbach,
  - Rot an der Rot an den Grafen Kolb von Wartenberg.
  - Das ochsenhausische Amt Tannheim wurde Graf von Schaesberg zugesprochen, mit Ausnahme eines Dorfes, das als
  - Burggrafschaft Winterrieden an den Grafen von Sinzendorf verliehen wurde.

Die depossedierten westfälischen Grafen konnten die Souveränität über die neugewonnenen Herrschaften in Oberschwaben nur kurzzeitig genießen. Mit der Rheinbundakte vom 12. Juli 1806 wurden im Art. 24 sämtliche Territorien den mit Napoleon verbündeten Rheinbundstaaten zugeschlagen:
- der König von Bayern erhielt Neresheim und die Burggrafschaft Winterrieden,
- der König von Württemberg erhielt Baindt, Buchau, Gutenzell, Heggbach, Isny, Marchtal, Mietingen und Sulmingen, Ochsenhausen, Rot an der Rot, Schussenried, Tannheim, Weingarten (ohne Hagnau), Weißenau sowie im Art. 18 die ehemalige Deutschordenskommende Altshausen,
- der Großherzog von Baden erhielt die ehemals zu Weingarten gehörende Herrschaft Hagnau,
- der Fürst von Hohenzollern-Sigmaringen erhielt die ehemals zu Salem gehörende Herrschaft Ostrach.

Eine letzte Korrektur wurde im Grenzvertrag zwischen dem Königreich Bayern und dem Königreich Württemberg, geschlossen in Paris am 18. Mai 1810, vorgenommen. Bayern trat Neresheim, Söflingen und das ehemals zu Elchingen gehörende Amt Tomerdingen an Württemberg ab.